# Opalni rob
Opalni rob je pesniška zbirka Matjaža Kocbeka. Zbirka je izšla leta 1980 pri Cankarjevi založbi.

## Vsebina
V tej pesniški zbirki se Kocbek usmeri k bolj umirjeni, introspektivni liriki. V njej raziskuje bivanje poezije v času umikanja modernizma in prihoda postmodernizma. 
Od eksperimentiranja z asociacijami in simbolnimi verigami se premakne bližje k tradiciji, kot je že zapisana v njegovi družini. S tem je povezan tudi eden od ciklov zbirke, Pablo, Pavle!, ki opisuje iskanje stika s svetom očetov/junakov.
Sklepni cikel nosi naslov Rob in vsebuje kratke pesmi, dolge od štiri do deset vrstic. V njih je strnil komentarje daljših pesmi. Ti razkrivajo bistvo njegove poezije: čiščenje drugotnih pomenov z besed in iskanje njihovih pomenov iz časa, ko je bilo človekovo razmerje do jezika še spontano in brez ideoloških omejitev.